# Фудбалска репрезентација Јамајке
Фудбалска репрезентација Јамајке (енгл. Jamaica national football team) је фудбалски тим који представља Јамајку на међународним такмичењима под контролом Фудбалског савеза Јамајке који се налази у оквиру Карипске фудбалске уније и КОНКАКАФ-а. Такође је члан ФИФА. Утакмице огра на стадиону Индепенденс парк од његовог отварања 1962. године.
Једном су се квалификовали на Светско првенство, и то 1998. године када су завршили такмичење у групној фази заузевши 3. место.